# Księga Pegasosa
Księga Pegasosa (oryginalny francuski tytuł to Le livre du Pegasos) to projekt mający na celu utworzenie obszernego kompendium wiedzy na temat komputerów typu Pegasos oraz systemów uruchamialnych na tej platformie. Zebrane materiały publikowane są jako dokument w formacie PDF.
Obecnie z francuskiego w pełni przetłumaczono na angielski wersję 1.2. Trwają też prace nad wersjami polską, rosyjską, hiszpańską, portugalską, niemiecką, szwedzką oraz włoską.